# Sempre teva
Sempre teva (en castellà Tuya siempre) és una pel·lícula espanyola de cinema negre barreja de drama i thriller del 1998 dirigida per Manuel Lombardero, la seva segona pel·lícula, ambientada al local de jazz Jamboree de Barcelona. Ha estat doblada al català.

## Sinopsi
Lola i Alfredo son una parella d'atracadors que es dediquen a robar als ingenus que pugen al seu cotxe. Però Alfredo és detingut i Lola acaba treballant en un club de jazz. Allí coneix César, un fotògraf que treballa fent fotografies de cadàvers per la policia; Nen, un jove músic que s'està quedant cec, i els altres músics, el diabètic Horacio, la cantant Gloria Cole, que vol una llar per ella i la seva filla, l'inquietant Manuel Gay i el baixista Frank, que combina l'hedonisme amb el crim per qüestions estètiques. Tots ells cerquen complir almenys part dels seus somnis.

## Repartiment
- Flora Martínez - Lola
- Rubén Ochandiano -	Alfredo
- Andrés Gertrúdix - César
- Raynald Colom - Nen
- José Coronado - Manuel Gay
- Nancho Novo -	Horacio
- Caroline Henderson - Gloria Cole
- Horacio Fumero - Frank
- Pep Cruz

## Premis i nominacions
- Nominada al Goya al millor so (Licio Marcos de Oliveira, Carlos Fesser i David Calleja)[5]
- Festival de Màlaga (2007): Bisnaga de Plata al millor actor de repartiment (Nancho Novo), millor música i millor maquillatge.[6]